# Marin Rajkov
Marin Rajkov Nikolov, född 17 december 1960 i Washington DC, är en bulgarisk politiker och diplomat.

## Biografi
Rajkov är son till Rajko Nikolov, som själv var karriärdiplomat. Efter gymnasiestudier i Paris, Sofia och Belgrad tog han 1984 examen vid Universitet för nationell och internationell ekonomi i Sofia inom området internationella relationer.
År 1987 knöts Rajkov till Bulgariens diplomatkår. Han arbetade 1987-92 på avdelningen för Balkanländerna vid UD i Sofia. Åren 1992-95 ingick han i personalen på den bulgariska ambassaden i Belgrad.
Han arbetade sedan 1995-97 som expert på politiska och sociala frågor vid Europarådet för mänskliga rättigheter, för att 1997-98 tjänstgöra som Bulgariens ställföreträdande representant vid Europarådet.
Rajkov fungerade som biträdande utrikesminister i regeringarna Ivan Kostov (1998-2001) och Bojko Borisov (2009-2010). Från 2010 till 2013 tjänstgjorde han som en ambassadör för Bulgarien i Frankrike.
Den bulgariska president Rosen Plevneliev utsåg Rajkov att fungera som tillförordnad premiärminister i Bulgarien och utrikesminister i Bulgarien den 12 mars 2013. Han lämnade regeringen den 29 maj 2013 tillsammans med sin tillförordnade vice premiärminister Ekaterina Zacharieva.
Rajkov har tidigare varit professor i ämnet diplomatisk praxis och är medlem i bulgariska journalistförbundet och för förbundet för internationell rätt.